# Frans Snyders

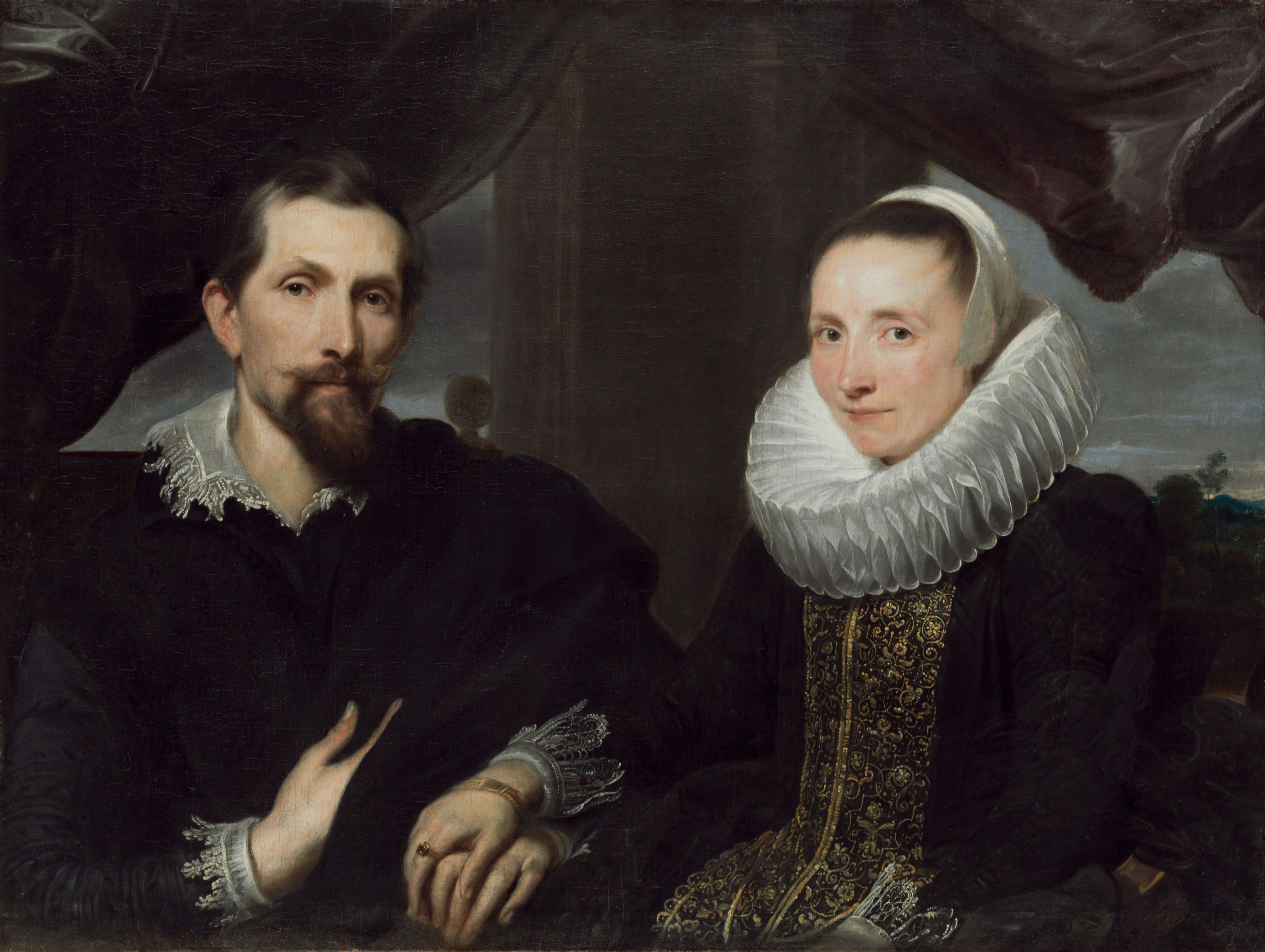
Frans Snyders och hans hustru, oljemålning av Anthony van Dyck, målad mellan 1600 och 1634. Schloss Wilhelmshöhe, Museumlandschaft Hessen-Kassel, Kassel.

Frans Snyders (även skrivet Snijders), född 11 november 1579 i Antwerpen, död 19 augusti 1657 i Antwerpen, var en flamländsk målare av djur och han målade jaktscener, marknadsscener och stilleben.
Han var en av de tidigaste specialisterna och han krediteras med att initiera ett stort antal nya stilleben och djurämnen i Antwerpen. Han var stadig samarbetspartner med ledande målare i Antwerpen som Peter Paul Rubens, Anthony van Dyck och Jacob Jordaens. Han är mest känd som stillebenmålare, i en stil besläktad med Rubens. 1608-1609 företog han en studieresa till Italien. Nationalmuseum har flera goda exempel på hans konst.

## Liv och verk

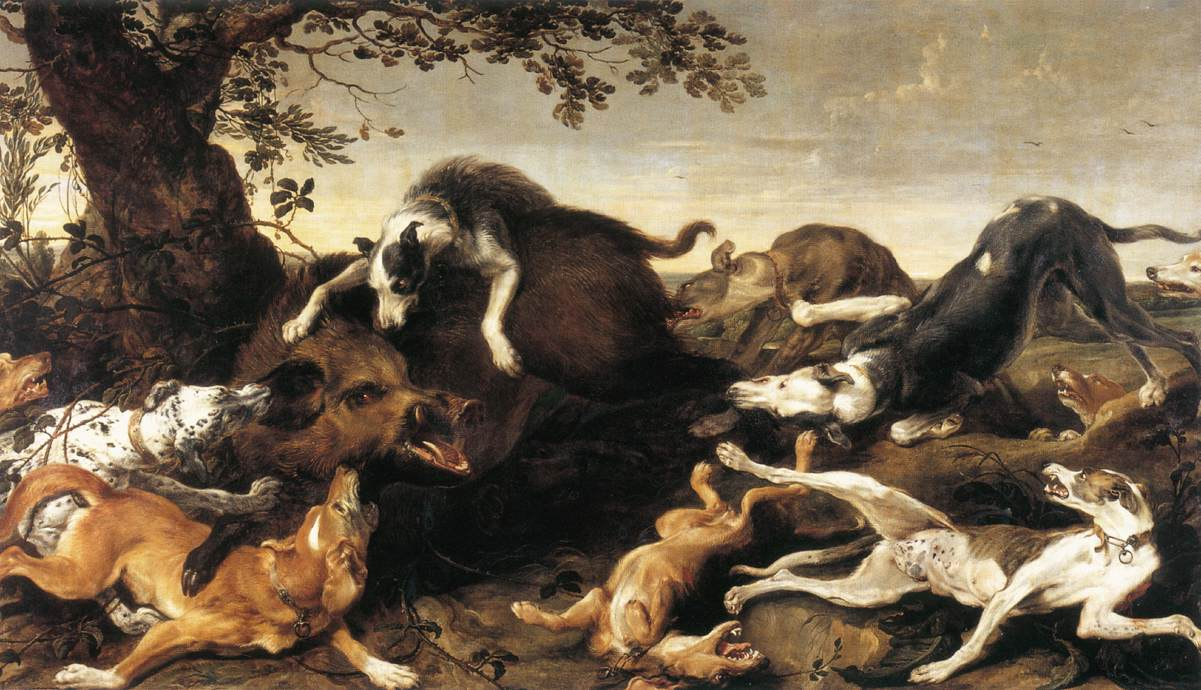
Vildsvinsjakt, oljemålning av Frans Snyders.

Frans Snyders föddes i Antwerpen som son till Jan Snijders och Maria Gijsbrechts. Fadern var innehavare av ett värdshus, känt bland konstnärerna för sin goda mat och sitt goda vin. Det sägs att den berömde 1600-talsmålaren, flamländaren Frans Floris slösade bort sin förmögenhet på värdshuset. Frans Snyders hade fem syskon. Hans bror Michiel blev också målare men inga verk av honom är kända.
Man vet att Snyders under åren 1592-1593 studerade målning under ledning av Pieter Brueghel den yngre. Han räknades som Pieter Brueghels student 1593, och senare utbildades han av Hendrick van Balen, den förste mästaren av Anthony van Dycks skola. Snyders blev mästare i Antwerpens Sankt Lukas gille 1602. Lukasgillen var det vanligaste namnet på konstnärernas traditionella gillen i Europa, som förenade alla konstnärer. I Nederländerna kom Lukasgillena att bevara sin betydelse in på 1700-talet, detta gällde särskilt Lukasgillet i Antwerpen. 
Snyders reste till Italien 1608. Efter en tid i Rom reste han till Milano, där Jan Brueghel den äldre hade introducerat honom genom en skrivelse till den kända konstsamlare kardinal Federico Borromeo. Brueghel bad Snyders att måla en kopia efter ett porträtt av Titian i Borromeo-samlingen. Detta betraktas som bevis på att Snyders var en skicklig konstnär innan han blev uppmärksam på stilleben.
Våren 1609 återvände han till Antwerpen. 1611 gifte han sig med Margaretha, syster till Cornelis de Vos och Paul de Vos, två ledande målare i Antwerpen. Hans samarbete med Rubens började på 1610-talet.
Från 1610 hade Snyders aktivt samarbete med den flamländske målaren, tecknaren och grafikern Peter Paul Rubens. Biskopen i Gent i Flandern var en frekvent kund och beskyddare. Snyders arbeten var efterfrågade. Av den vinst han fick kunde han köpa ett hus i Antwerpen. Genom myndigheten för artister blev han 1628 dekanus (dekan) för Lukasgillet i Antwerpen. Snyders blev därmed högsta administrativa chefen för en universitetsfakultet och ordförande för en fakultetsnämnd. Han hade många elever. Efter Peter Paul Rubens död fick Snyders tillfälle att fungera som en av utvärderarna av den store konstnären Rubens arv.
År 1641 och 1642 reste Snyders med andra artister till Republiken Förenade Nederländerna. 1646 var han förmodligen i Breda, där han arbetade på kommission. Snyders blev änkling år 1647. Han dog själv den 19 augusti 1657 i Antwerpen. Han dog barnlös och överlät sin förmögenhet åt sin syster, som var begin. Konsthandlaren i Antwerpen Matthijs Musson förvärvade hans omfattande konstsamling som omfattade verk av ledande 1600- och 1700-tals flamländska och holländska målare som Rubens, Anthony van Dyck, Hendrick van Balen, Jan Brueghel den äldre, Joel van Cleve, Pieter Brueghel den yngre, Gillis van Coninxloo, Jacob Foppens van Es, Willem Claeszoon Heda, Jacob Jordaens, Lucas van Leyden, Jan Lievens, Lambert Lombard, Jan Massys, Joachim Patinir, Adriaen van Utrecht och Frans Ykens.

## Galleri

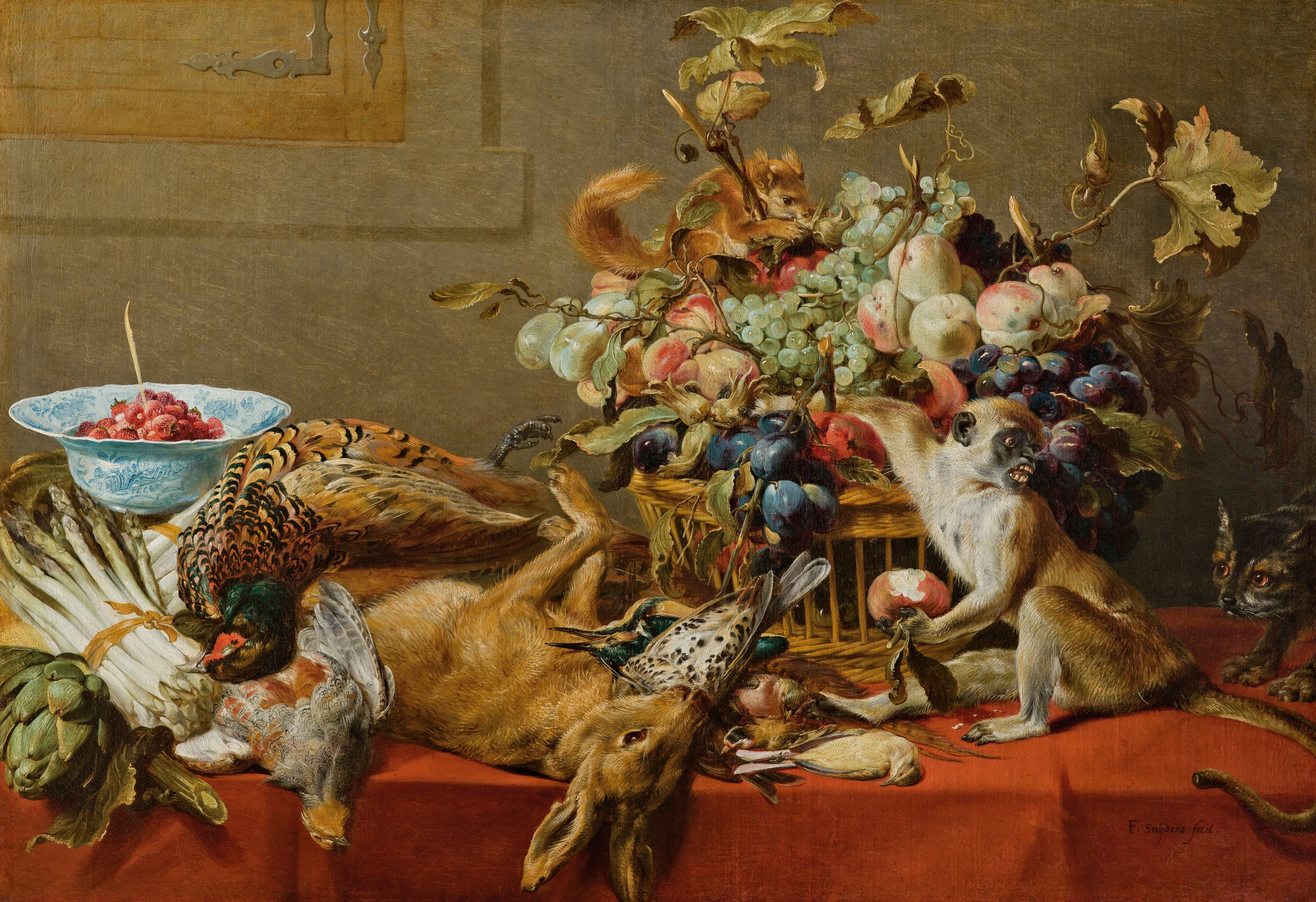
Stilleben med frukt, dött villebråd, grönsaker, en levande apa, ekorre och katt, oljemålning. Gartenpalais, Liechtenstein Museum, Wien.
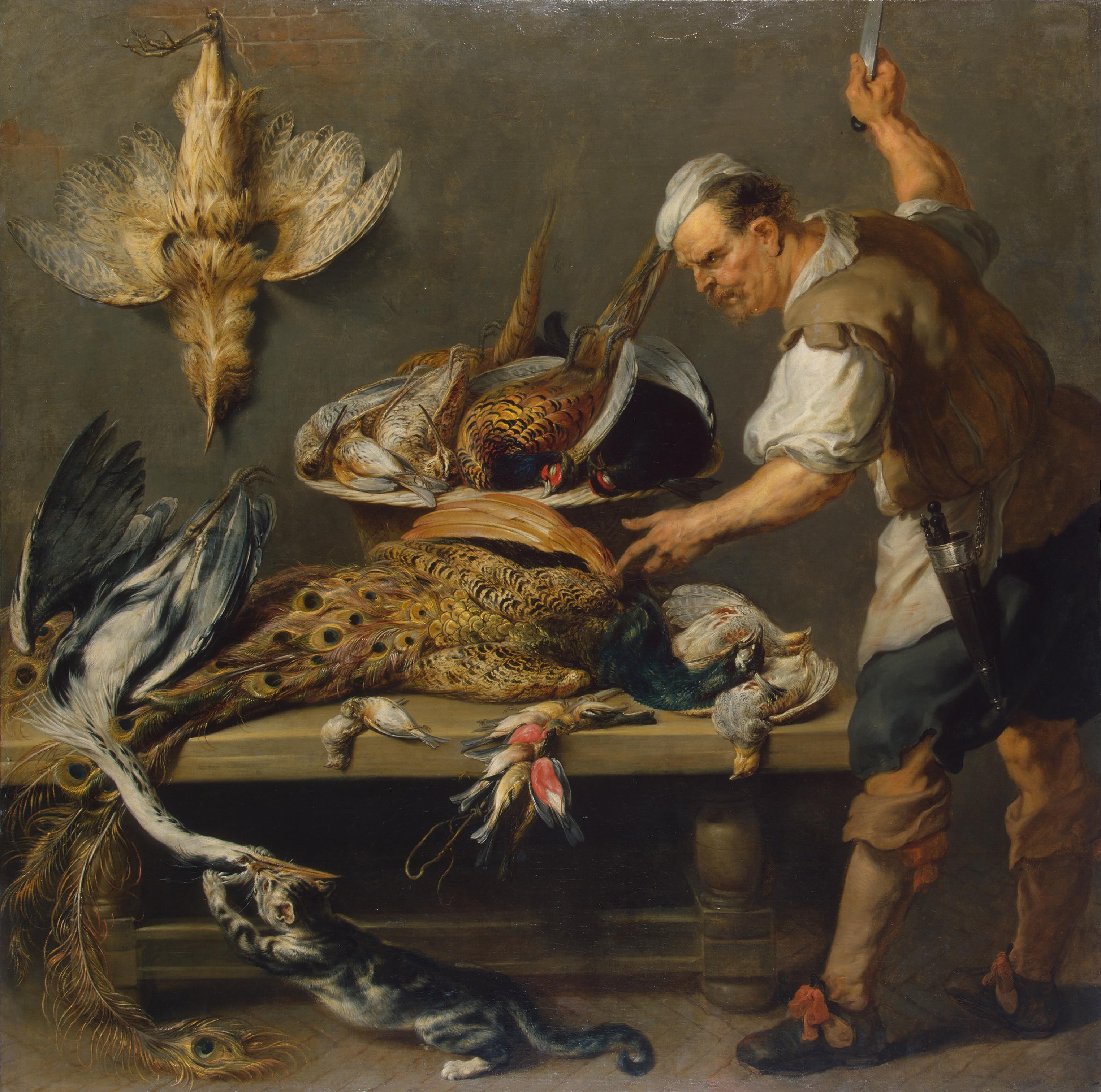
Kock vid ett köksbord och dött villebråd, oljemålning från 1634 till 1637. Eremitaget, Sankt Petersburg.
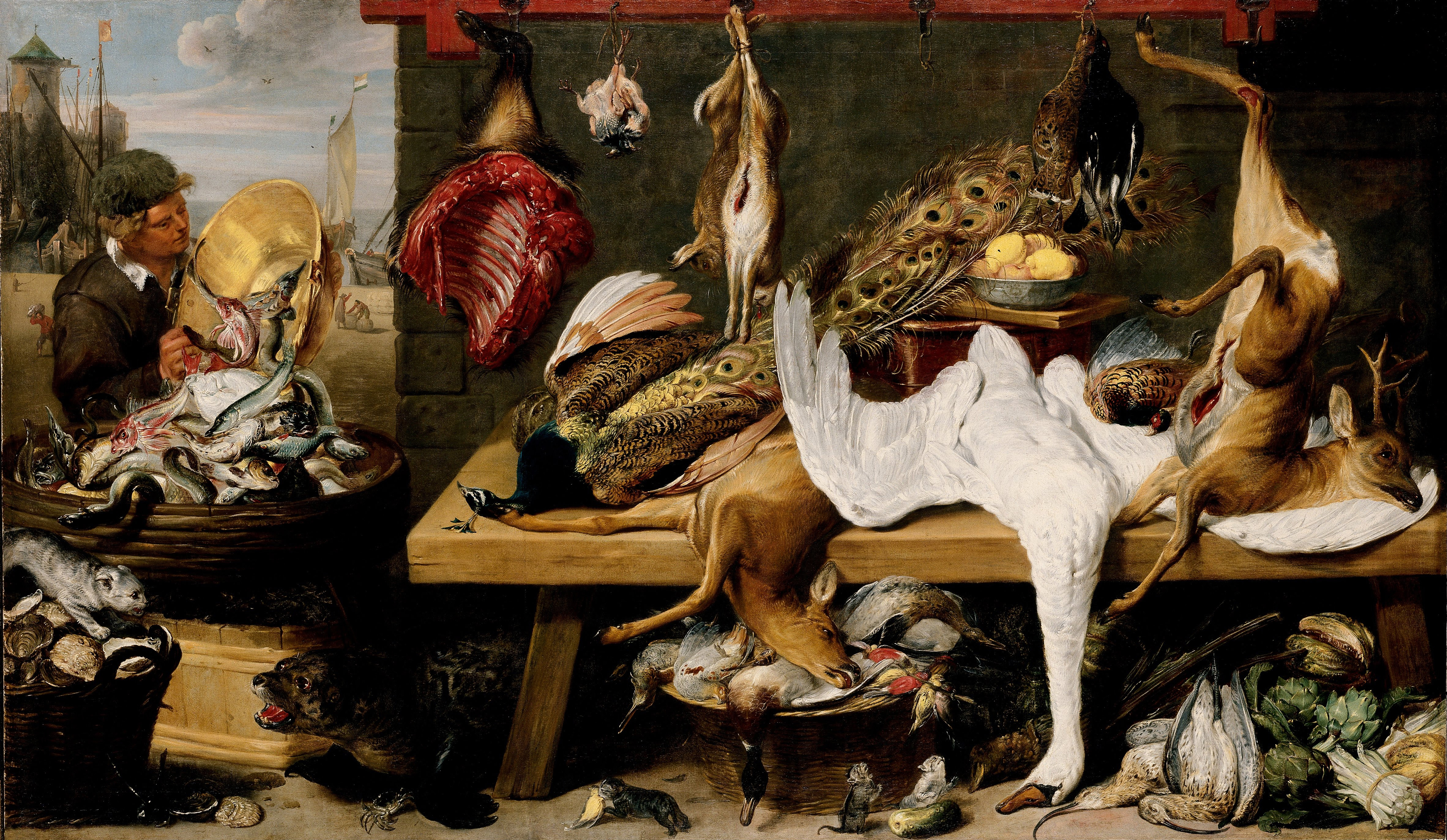
Marknadsplats på en kaj, oljemålning ca 1635-1640. North Carolina Museum of Art (NCMA), Raleigh, North Carolina.
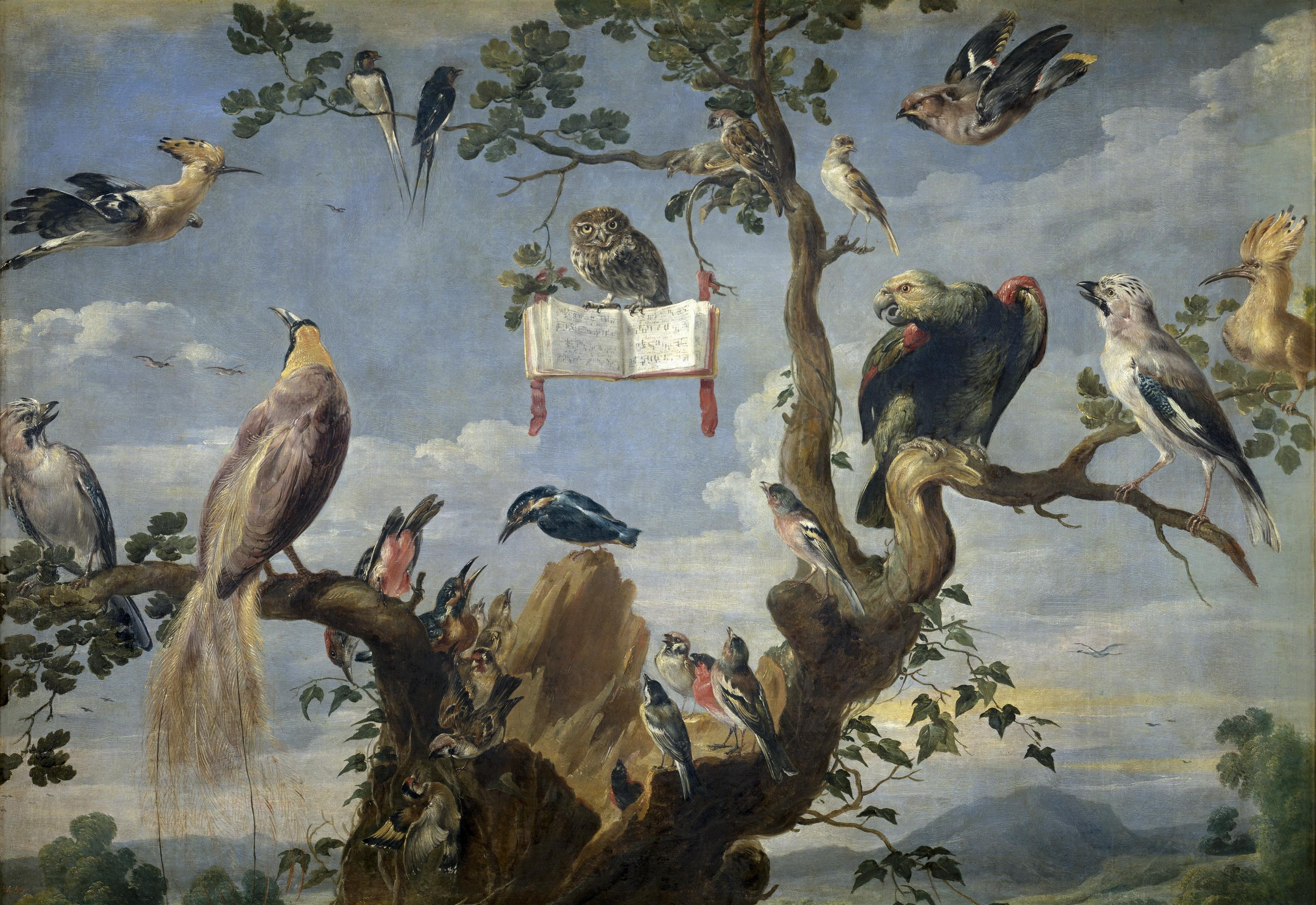
Konsert av fåglar, oljemålning från 1629 till 1630. Pradomuseet, Madrid.